# St. Peter und Paul (Reichenau-Niederzell)

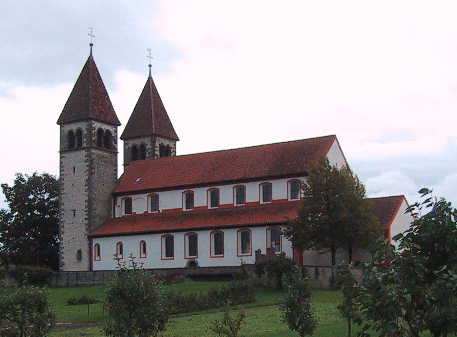
St. Peter und Paul (Reichenau-Niederzell)

Deutsche Version des Welterbe-Emblems

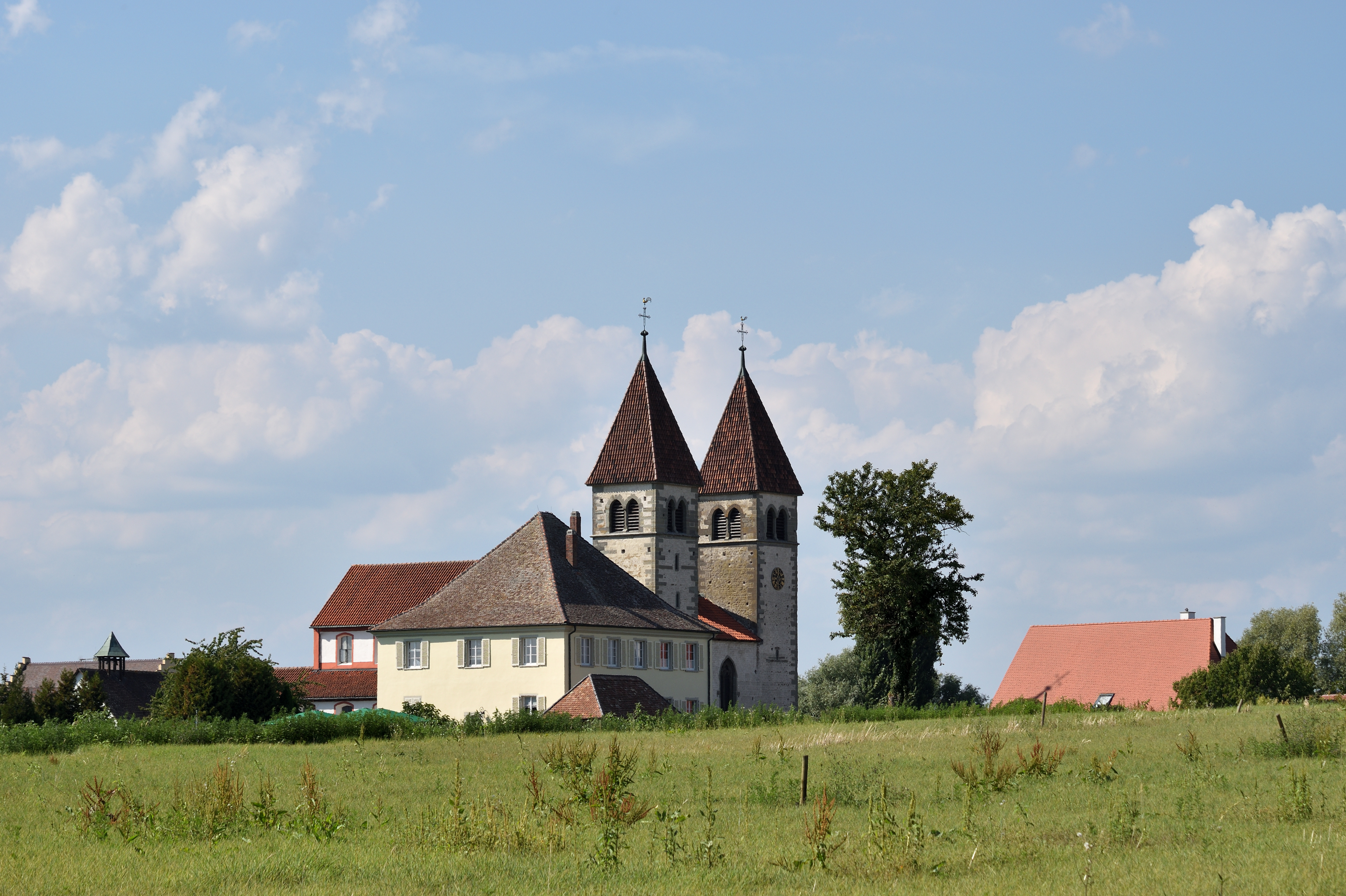
St. Peter und Paul von Südosten

St. Peter und Paul ist eine romanische Säulenbasilika mit Ostturmfassade auf der Insel Reichenau im Ortsteil Niederzell. Die Kirche gehört mitsamt Klosterinsel seit 2000 zum Weltkulturerbe der UNESCO.

## Geschichte
Die erste Peterskirche an dieser Stelle wurde 799 durch Bischof Egino von Verona errichtet, der sich nach seiner Resignation hierher in eine Cella zurückzog, wo er 802 starb. 799 bezog er die von ihm mit Erlaubnis Abt Waldos gegründete und reich ausgestattete Cella an der Westspitze der Reichenau, was nicht ohne jahrelange Vorbereitungen geschehen sein kann. Egino wird als Seliger verehrt und in der von ihm gegründeten Kirche beigesetzt. Die Grabstätte im Chor der heutigen romanischen Stiftskirche erhielt er im 12. Jahrhundert.
Seine Kirche war ein Saalbau mit eingezogener Apsis, der äußerst reich geschmückt gewesen sein muss, wie die erhaltenen ornamentalen Reliefs im nördlichen Seitenschiff heute noch zeigen. Die (nicht zu sehenden) Reste von bemaltem Wandschmuck aus karolingischer Zeit beweisen, dass dieser erste Kirchenbau auch ausgemalt war. Nach zwei Bränden wurde der Gründungsbau allerdings um 1080 abgebrochen, und auf den alten Fundamenten wurde unter Beibehaltung der ursprünglichen Maße die heutige querhauslose Säulenbasilika erstellt. Letzte Dacharbeiten an der neuen Kirche sind aus dem Jahr 1134 bezeugt.
Eine tiefgreifende Umgestaltung des Innenraums erfolgte in den Jahren 1750/60.

## Architektur und Ausstattung

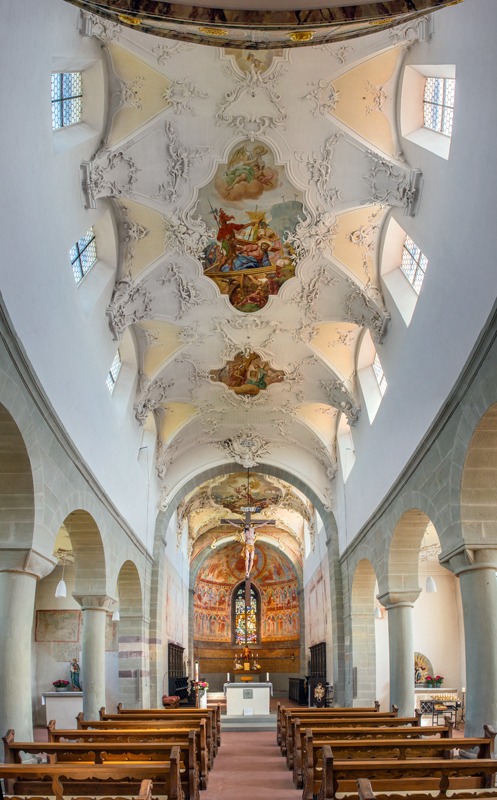
Innenansicht St. Peter und Paul

Einen ungefähren Eindruck vom romanischen Äußeren der Kirche erhält man nur noch an der Ostfassade mit den beiden, allerdings im 15. Jahrhundert aufgestockten Türmen. Das viel zu große Fenster der Apsiswand ersetzt ein romanisches Mittelfenster, das wahrscheinlich mit Glasmalereien verziert war. Südlich schloss früher eine zusätzliche Kapelle und ein ummauerter Bezirk an. Eine offene Mauerumfriedung lässt sich ebenfalls an der Westseite der Kirche nachweisen.
Neben dem für heutige Besucher eindrucksvollen Apsisgemälde des späten 11. Jahrhunderts ist besonders der Vorgängerbau der heutigen Kirche historisch aufschlussreich, weil sich an seinem ornamentalen und malerischen Schmuck lombardische Einflüsse nachweisen ließen, die für die spätere Reichenauer Malerschule (Kloster Reichenau) ab der zweiten Hälfte des 9. Jahrhunderts richtungsweisend waren. Aus dem Bau des 11. Jahrhunderts sind vor allem noch die Säulenarkaden mit ihren strengen, ornamental verzierten Kapitellen erhalten.
Das Innere von St. Peter und Paul wurde um 1750/1760 im Stil des Rokoko umgestaltet: die Fenster wurden vergrößert, die flache Holzdecke durch ein flaches Stuckgewölbe ersetzt sowie die Orgelempore im Westteil eingezogen.
Über einen Seiteneingang ist die kleine Egino-Kapelle zugänglich, die zu den Stundengebeten der Benediktiner der Cella St. Benedikt genutzt wird.

### Orgel

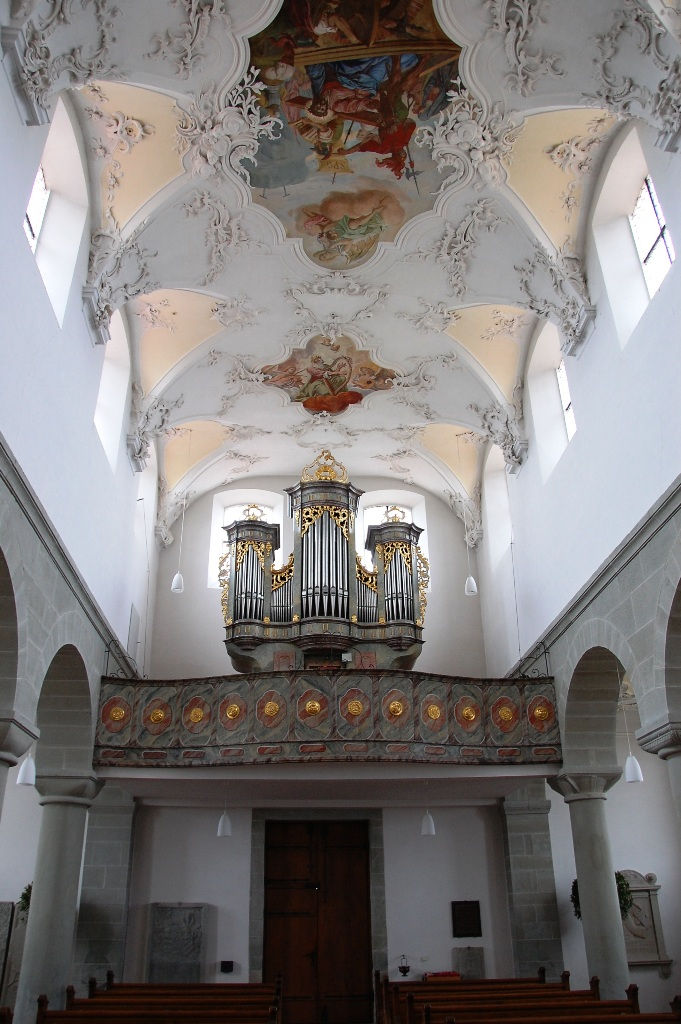
Orgel der Kirche

Die Orgel geht auf das Jahr 1783 und den Überlinger Johann Baptist Lang zurück. Sie besitzt 11 Register, verteilt auf ein Manual und Pedal.  Das Instrument wurde 2018 vom Orgelbauer Robert Wech, Buchloe, restauriert und am 13. Januar 2019 erneut eingeweiht. Die Disposition ist wie folgt:
| I Hauptwerk C–c3 |                 |       |
| 1.               | Principal       | 8′    |
| 2.               | Coppel          | 8′    |
| 3.               | Viola           | 8′    |
| 4.               | Gamba           | 8′    |
| 5.               | Principal Octav | 4′    |
| 6.               | Flöten          | 4′    |
| 7.               | Quint           | 3′    |
| 8.               | Super Octav     | 2′    |
| 9.               | Mixtur III–IV   | 1 ⁄3′ |

| Pedal C–f0 |           |     |
| 10.        | Suppass   | 16′ |
| 11.        | Octavpass | 08′ |

- Koppeln: I/P (Ventilkoppel)
- Spielhilfen: Tremulant (ganze Orgel)

### Glocken
Fünf Glocken aus drei Jahrhunderten sind vorhanden. Laut neuester Ausgrabungen lässt sich in Niederzell eine Glockengießerschule des 14. Jahrhunderts vermuten, aus der auch die vorhandenen drei Glocken stammen.
| Glocke | Name                 | Gussjahr | Gießer               | Durchmesser | Masse ≈ | Schlagton |
| ------ | -------------------- | -------- | -------------------- | ----------- | ------- | --------- |
| 1      | Osanna               | 1521     | Nicolaus Oberacer    | 1150 mm0    |         | fis1 +1   |
| 2      | Petrus               | 14. Jh.  | unbekannt            | 920 mm      | 500 kg  | ais1 +5   |
| 3      |                      | 14. Jh.  | unbekannt            | 770 mm      | 300 kg  | d2 +9     |
| 4      | Maria, Allerheiligen | 1778     | Leonhard Rosenlecher | 450 mm      |         | a2 +4     |
| 5      |                      | 14. Jh.  | unbekannt            | 050 mm      | 100 kg  | h2 +4     |

## Mit St. Peter und Paul verbundene Persönlichkeiten
- Guido Andris (1879–1974), katholischer Pfarrer von 1942 bis 1970
- Nikolaus Egender OSB (1923–2025), Benediktiner, Abt der Dormitio-Abtei in Jerusalem (1979–1995), Gründer der Cella Reichenau bei St. Peter und Paul (2001)
- Hugo Eymann OSB (* 1944), Benediktiner der Cella Reichenau bei St. Peter und Paul, Alttestamentler
- Alfred Heizmann (1949–2017), Religionslehrer, alemannischer Autor und ehrenamtlich engagiert in sozialen Projekten in der Kirchengemeinde Reichenau-Niederzell. Auf dem Friedhof von St. Peter und Paul beigesetzt.

## Rezeption
St. Peter und Paul ist über die Zeit Objekt einiger Darstellungen:

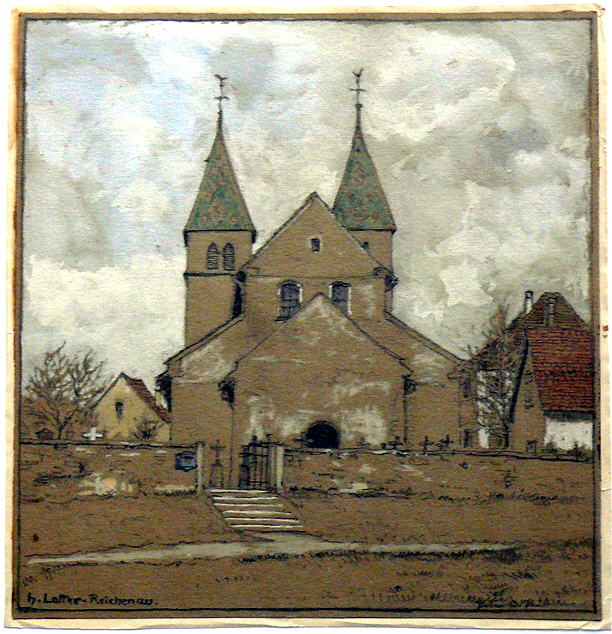
Heinrich Lotter, vor 1941
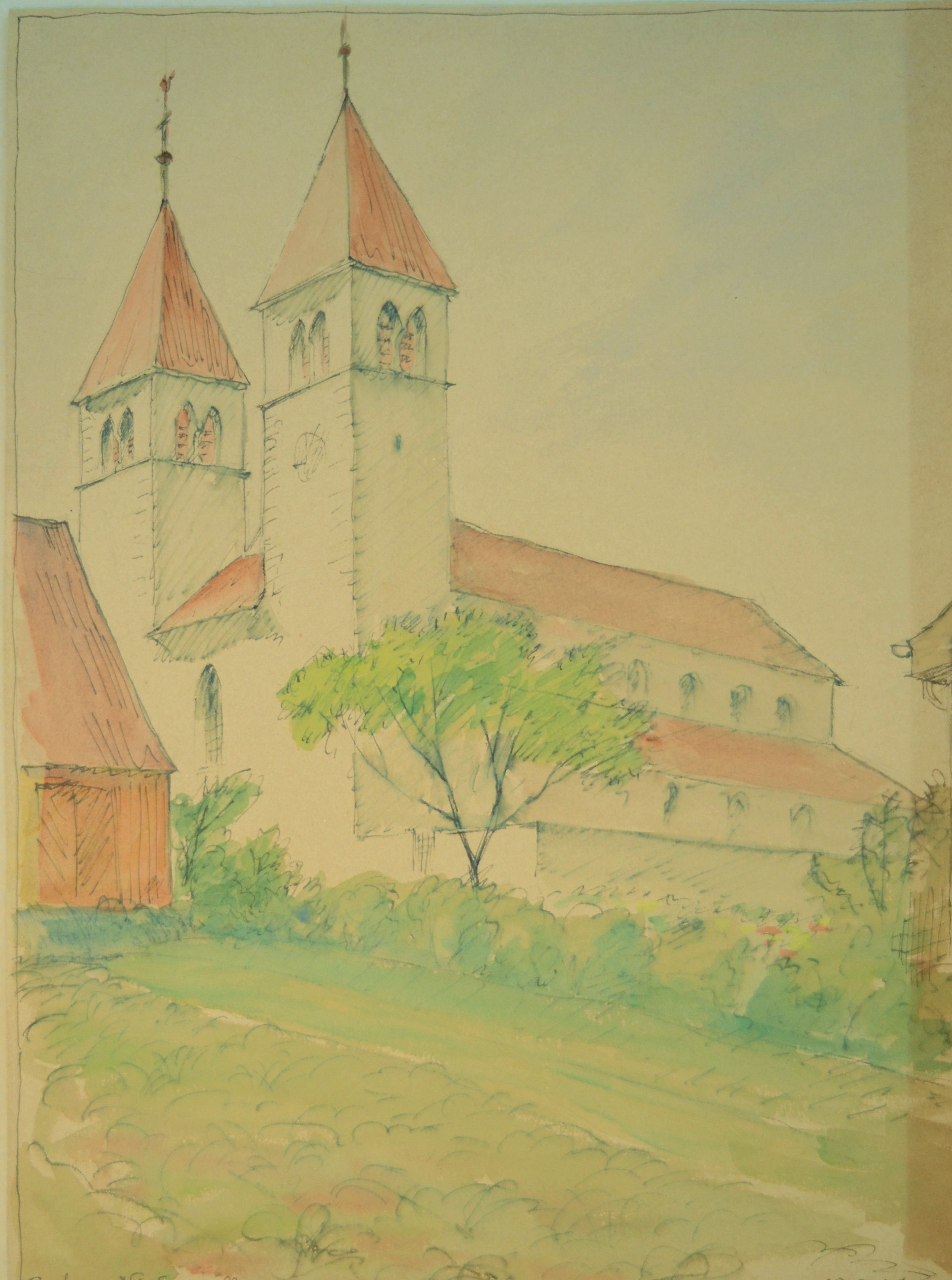
Zeichnung des Architekten Walter Kittel, 1941
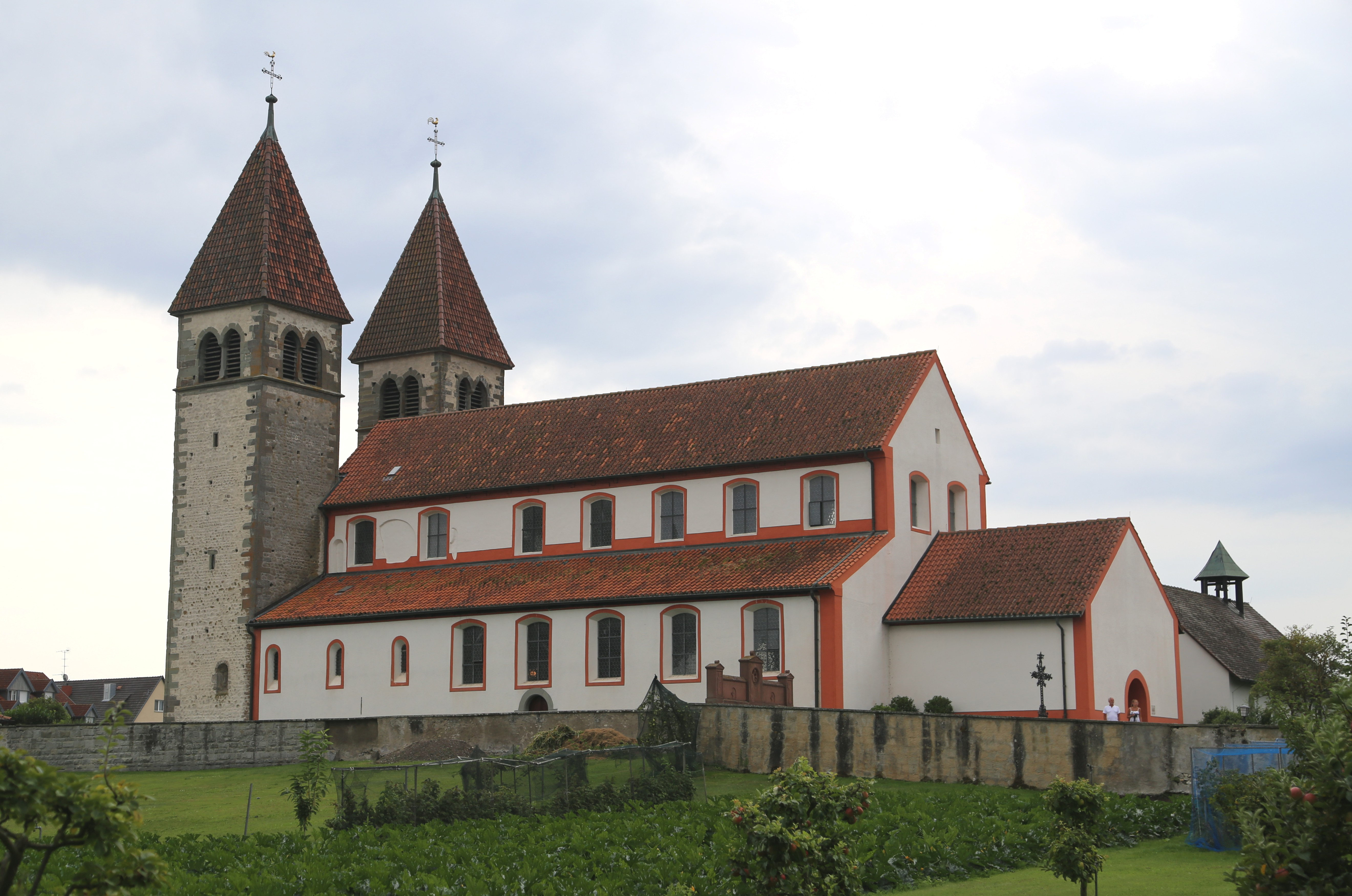
September 2015
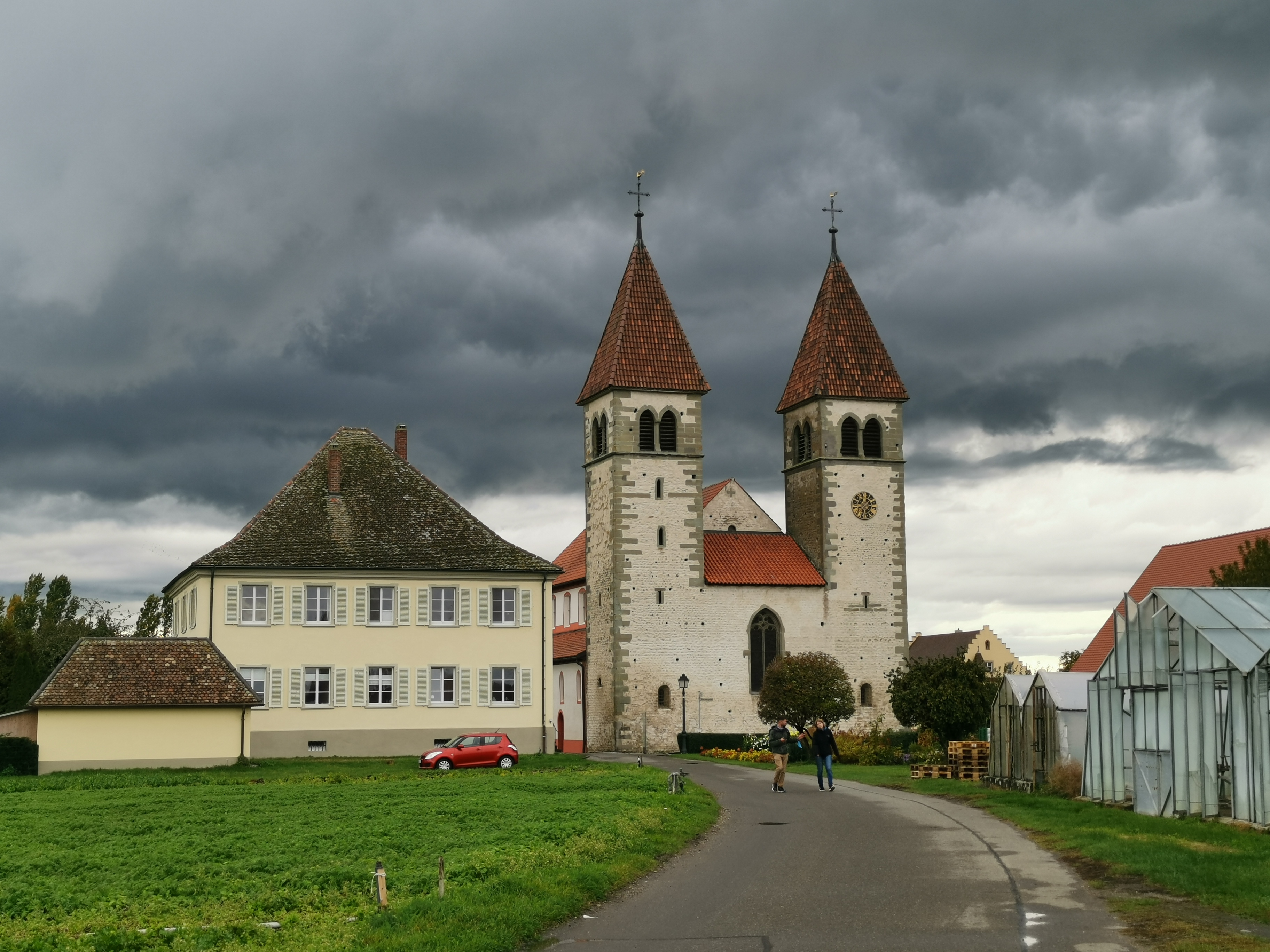
Gewitterstimmung, Oktober 2020
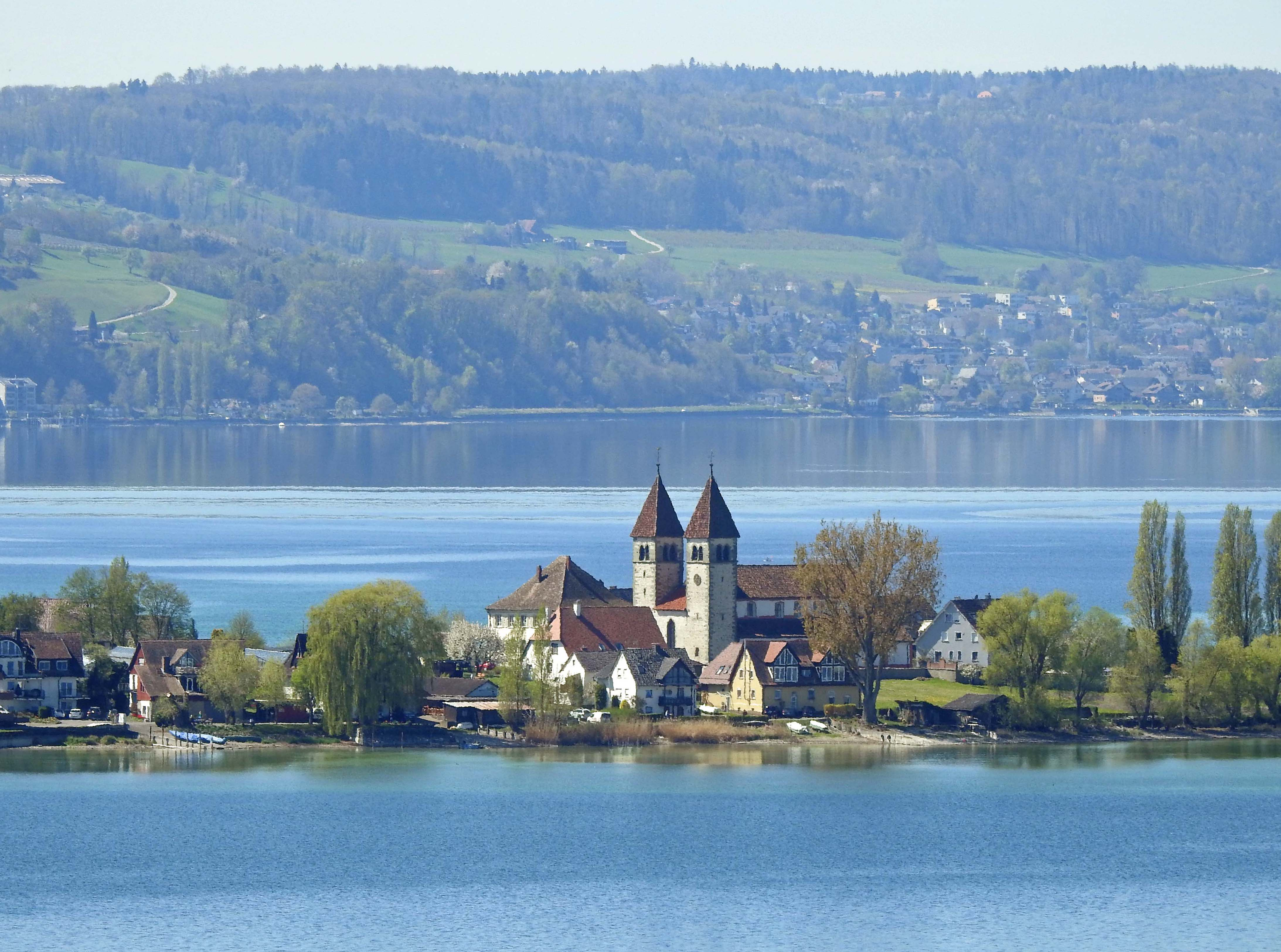
Blick vom Nordufer des Untersees (Allensbach) Richtung Schweiz, April 2022